# Anomala strigicollis
Anomala strigicollis är en skalbaggsart som beskrevs av Ohaus 1902. Anomala strigicollis ingår i släktet Anomala och familjen Rutelidae. Inga underarter finns listade i Catalogue of Life.